# كارا بلاك (كاتبة)
كارا بلاك (بالإنجليزية: Cara Black)‏ (14 نوفمبر 1951، شيكاغو في الولايات المتحدة)؛ روائية أمريكية.